# امینه معادی
امینه مُعادی (رومانیایی: Amina Muaddi) یک طراح مد و طراح کفش رومانیایی-اردنی رومانی است.
او در سال ۲۰۱۳ برند oscar tiye تأسیس کرد که همان سال در هفته مد میلان شرکت کرد.